# Thea Dubelaar
Thea Dubelaar (Den Ilp, 26 januari 1947) is een Nederlandse kinderboekenschrijfster.

## Levensloop
Dubelaar groeide op in Heemskerk en doorliep de HBS. Vervolgens werkte ze bij het verzekeringsbedrijf van een bank. Na een jaar besloot ze journaliste te worden, en volgde ze een cursus journalistiek te Amsterdam.
In 1972 trouwde ze met de Fransman Maurice Balzamont, die afkomstig was van Guadeloupe. Ze verhuisde naar Frankrijk en begon korte verhalen te schrijven voor de jeugdbladen Okki en Taptoe. In 1979 schreef ze haar eerste kinderboek, Sjanetje dat in 1980 werd bekroond met een Zilveren Griffel. Sindsdien schrijft ze elk jaar een boek.
Sinds 1997 woont ze vijf maanden per jaar op Guadeloupe, in het ouderlijk huis van haar echtgenoot. Daarnaast is ze tien weken per jaar in Nederland om lezingen en schrijfcursussen te geven.
In de jaren '90 schreef ze verhalen voor het televisieprogramma Sesamstraat. Ook werden verhalen bewerkt voor kindertelevisie, bijvoorbeeld Dubelaars derde boek Een beetje leeuw.
Haar boek Nanseli, waar ren je heen (1999) werd geselecteerd voor The White Ravens (2000) - een keuze uit de beste kinderboeken. Ze schreef onder andere ook De Held van Oer-serie, Misja-serie, Alleen gekken blijven, De mislukte moordenaar ofwel de kinderredder en Sinterklaas zakt door zijn paard. Dubelaar won verder verschillende landelijke en provinciale kinderjury's, bijvoorbeeld de Vlaamse Kinderjury 2011 met De reus van Teus. De illustratoren die meewerkten en meewerken aan haar boeken zijn onder meer Philip Hopman, Helen van Vliet, Mies van Hout, Alex de Wolf en Annet Schaap.
Door de jaren heen zijn veel van Dubelaars boeken in veel verschillende talen vertaald, o.a. in het Engels, Duits, Frans, Deens, Zweeds, Zuid-Afrikaans en Chinees.
In de Kinderboekenweek van 2008 werd de Thea Dubelaar Fanclub opgericht.

## Over Thea Dubelaar
- Ria de Schepper (1988), Schrijver gezocht (Lannoo/Van Holkema & Warendorf) 109-110
- Div. auteurs (1990), Something about the author vol. 60 (Gale) 26-27
- Joke Linders en Marita de Sterck (1993), Nice to meet you : a companion to Dutch & Flemish children's literature (Dutch Trade Publishers Association) 124-125
- Joke Linders e.a. (1995), ABC van de jeugdliteratuur (Martinus Nijhoff) 144-145
- Ria de Schepper (1999) Schrijver gevonden (Lannoo) 89-90
- Jan van Coilie e.a. (2004), Encyclopedie van de jeugdliteratuur (de Fontein) 97-98
- Fee Cornelis (2012), Dubelaars (droom)wereld. Analyse van het werk van Thea Dubelaar in de cultureel-historische context van 1979-1990 (Uitg.Zijdar)